# Хмарний атлас (фільм)
«Хмарний атлас» (англ. Cloud Atlas) — науково-фантастичний фільм, створений Томом Тиквером й Ланою та Ліллі Вачовські. Режисери написали сценарій на основі роману «Хмарний атлас» Девіда Мітчелла, виданого у 2004 році. Бюджет фільму становив 102 мільйони доларів, які були отримані з незалежних джерел. Таким чином, «Хмарний атлас» є одним із найдорожчих незалежних фільмів усіх часів.
Фільм був представлений 9 вересня 2012 року на 37-му щорічному кінофестивалі в Торонто. Після закінчення показу глядачі протягом 10 хвилин стоячи аплодували акторам та знімальній групі. Прем'єра в Україні — 8 листопада 2012 року.

## Сюжет
Шість історій, події яких відбувається в різні часи, проте тісно переплітаються між собою.
- Тихоокеанський щоденник Адама Юїнга — 1849 рік. Історія одного американського нотаріуса, який повертається на кораблі додому. В дорозі він зустрічається з англійським доктором Генрі Гузом та рятує від смерті чорношкірого раба Аутуа. В ході розвитку сюжету виявляється, що Генрі Гуз — аферист, який бажає вбити Юїнга та заволодіти його майном. Аутуа рятує Адама Юїнга та допомагає йому повернутися додому.

- Листи з Зедельгема — 1936 рік. Молодий англійський композитор Роберт Фробішер дискредитує себе та, тікаючи з університету, влаштовується помічником до відомого композитора Вівіана Ейрса, за допомогою якого намагається відновити своє добре ім'я. Фробішер знаходить в Ейрса щоденник Адама Юїнга, про що повідомляє в одному з листів своєму другові — улюбленому фізикові Руфусу Сіксміту. Під час роботи в Ейрса Роберт створює секстет «Хмарний атлас», авторство якого Ейрс намагається привласнити собі, пояснюючи це тим, що чув його уві сні (перегукування з кафе «Тата Сонга» з іншої сюжетної лінії).

- Періоди напіврозпаду. Перше розслідування Луїзи Рей — 1973 рік. Молода амбіційна журналістка розпочинає розслідування про недоліки в безпеці атомних реакторів великої енергетичної корпорації, на яке її наштовхнув фізик-ядерник Руфус Сіксміт. Разом зі звітом про перевірку реакторів їй до рук потрапляють листи сорокарічної давнини, написані Сіксмітові композитором Робертом Фробішером.

- Страшний суд Тімоті Кавендіша — наші часи (2012 рік). 60-річний видавець урвав куш за бестселер та тікає від покарання братами автора, який потрапив до в'язниці. Через злий жарт свого рідного брата він потрапляє в дім для літніх людей з досить суворими правилами перебування. Знаходячи спільників, він робить спробу втечі, одночасно читаючи історію журналістського розслідування Луїзи Рей.

- Орізон Сонмі-451 — історія розгортається в майбутньому (2144 рік), в державі Ні-Со-Копрос (колишня Корея), де всіма керують корпорації, а в людей не залишилося прав на індивідуальність. Більша частина території планети непридатна для життя через отруйні відходи виробництва та наслідки ядерних катастроф. Усе населення поділене на «чистокровних» (ті, хто народились природним шляхом) та «фабрикатів» (клонів), які формують нижчий соціальний клас. Сонмі-451 — «фабрикат», вона працює в кафе, фаст-фуд «Тато Сонг», де клони приймають замовлення, розносять їжу та прибирають. Вони живуть у ресторані, працюють по 19 годин на день та ніколи не бачили сонячного світла. Хе Джу Чен, випускник університету Темосан та член революційної групи, викрадає Сонмі-451 з кафе «Тато Сонг», сподіваючись зробити з неї символ революції. У неї була попередниця — її подруга, фабрикат Юна-393, яка таємно показала кіно та розповіла про інші таємниці світу нагорі, проте вона загинула внаслідок інциденту, коли втікала після того, як вдарила відвідувача, що її принизив. Хе Джу Чен показує Сонмі старий фільм Страшний Суд Тімоті Кавендіша з Томом Генксом у ролі Тімоті Кавендіша (фрагмент цього фільму на зіпсованому плеєрі їй до цього показувала Юна-393).

- Переправа біля Слуші та все решта — 2321 рік, світ після ядерної війни. Міста знищені, люди живуть невеликими кланами, один із яких (Жителі Долин) мешкає на острові Га-Уає (відсилання до островів Гаваї). Тут живуть звичайні люди. Острів лежить за межами країни: вони самі вирощують їжу та роблять собі одяг. Один раз на рік вони вирушають на східне узбережжя для торгівлі з Мудрованими — це називається Обмін в Хонокаа. В цьому примітивному світі Сонмі-451 є божеством — члени клану моляться, щоб вона дарувала їм хороший урожай, успіх та безпеку. Якщо Сонмі — богиня цього клану, то Старого Георгія вважають дияволом. Легенди говорять, що він живе над Долиною, на місці, якого бояться всі члени клану Жителі Долин (гора Мауна-Сол). Варвари Кони — клан агресорів-каннібалів, які нападають на долинян. Захарій — член клану Жителів Долин, а також головний оповідач в розповіді «Переправа біля Слуші та все решта». Мудровані — не деградований сучасний клан, який прийшов з Півночі (імовірно, з Алеутських островів або з Аляски). Клан Мудрованих вимирає від жахливої хвороби, а ті, хто не встиг заразитися, такі як Меронім, переселяються у віддалені місця, наприклад на Га-Уаї, щоб вижити. Меронім — 50-річна жінка з клану Пророків, яка оселилась та жила із Захарієм та його сім'єю впродовж року, щоб якомога більше дізнатися про будову суспільства долинян. Захарій не довіряє Меронім, але після того, як та рятує хвору дитину на його прохання, він погоджується супроводити її до забороненої землі над Долиною. Здійснюючи сходження, Меронім і Захарій знаходять давню станцію міжпланетного зв'язку, завдяки якій Меронім відправляє сигнал в космос з проханням евакуювати людей із Землі.

## У ролях
| Актор           | «Тихоокеанський щоденник Адама Юїнга» (1849) | «Листи з Зедельгема» (1936) | «Періоди напіврозпаду. Перше розслідування Луїзи Рей» (1973) | «Страшний суд Тімоті Кавендіша» (2012) | «Орізон Сонмі-451» (2144)             | «Переправа біля Слуші та все решта» (2321) |
| --------------- | -------------------------------------------- | --------------------------- | ------------------------------------------------------------ | -------------------------------------- | ------------------------------------- | ------------------------------------------ |
| Том Генкс       | доктор Генрі Гуз                             | менеджер готелю             | Ісаак Сакс                                                   | Дермот Гоґінс                          | актор Тімоті Кавендіш                 | Захарій                                    |
| Геллі Беррі     | Жителька племені аборигенів                  | Джокаста Ейрс               | Луїза Рей                                                    | Гість на індійській вечірці            | Овід                                  | Меронім                                    |
| Джим Бродбент   | Капітан Молінеукс                            | Вівіан Ейрс                 | Н/Д                                                          | Тімоті Кавендіш                        | Корейський музикант                   | один з Мудрованих                          |
| Г'юго Вівінґ    | Гаскель Мур                                  | Тадеуш Кессельрінг          | Білл Смоук                                                   | медсестра Ноукс                        | радник Мефі                           | Старий Георгій                             |
| Джим Стерджесс  | Адам Юїнг                                    | Бідний відвідувач готелю    | Тато Меган                                                   | уболівальник в пабі                    | Хе Джу Чен                            | Адам, зведений брат Захарія                |
| Пе Ду На        | Тільда Юїнг                                  | Н/Д                         | Мати Меган, мексиканська жінка                               | Н/Д                                    | Сонмі ~ 451, Сонмі ~ 351, Сонмі повія | Н/Д                                        |
| Бен Вішоу       | Юнга                                         | Роберт Фробішер             | Продавець в магазині                                         | Жоржетта                               | Н/Д                                   | Одноплемінник                              |
| Джеймс Д'Арсі   | Н/Д                                          | Молодий Руфус Сіксміт       | Пристарілий Руфус Сіксміт                                    | медбрат Джеймс                         | Архіваріус                            | Н/Д                                        |
| Чжоу Сюнь       | Н/Д                                          | Н/Д                         | Менеджер готелю                                              | Н/Д                                    | Юна-939                               | Роза                                       |
| Кіт Девід       | Купака                                       | Н/Д                         | Нейпір                                                       | Н/Д                                    | Ан-Кор Апіс                           | один з Мудрованих                          |
| Девід Ґясі      | Аутуа                                        | Н/Д                         | Лестер Рей                                                   | Н/Д                                    | Н/Д                                   | один з Мудрованих                          |
| Сьюзен Серендон | Мадам Горрокс                                | Н/Д                         | Н/Д                                                          | Пристаріла Урсула                      | Юсуф Сулейман                         | Абатиса                                    |
| Г'ю Грант       | Преподобний Джайлз Горокс                    | Власник готелю              | Ллойд Гукс                                                   | Денхольм Кавендіш                      | Сір Ри                                | вождь племені Конів                        |

## Прокат в Україні
В Україні фільм вийшов у прокат 8 листопада 2012 року. Автор українського перекладу — Сергій SKA Ковальчук.